# Machine Gun Preacher

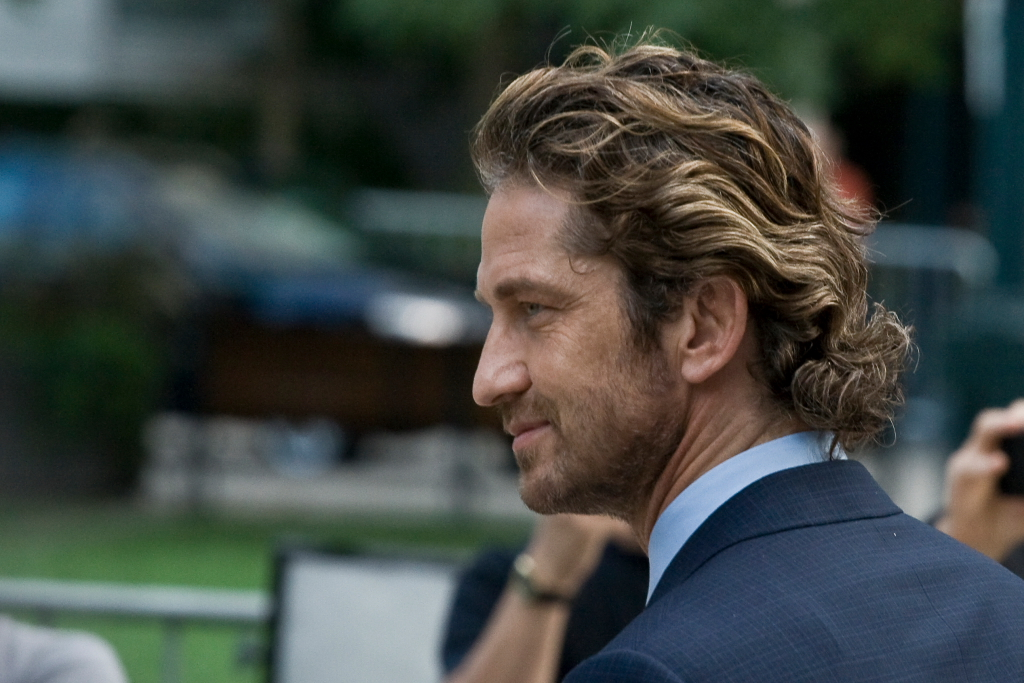
Gerard Butler bei der Premiere des Films beim Toronto Film Festival 2011

Machine Gun Preacher ist eine Actionfilm-Filmbiografie über Sam Childers’ Wandlung von einem Club Biker zu einem Prediger und Verteidiger afrikanischer Waisen. Der Film wurde 2011 durch Relativity Media veröffentlicht und basiert auf dem Buch Another Man’s War. Das Drehbuch schrieb Jason Keller und Regie führte Marc Forster. Darsteller sind unter anderem Gerard Butler, Michelle Monaghan und Michael Shannon.
Der Film erzählt die Geschichte von Sam Childers und seinen Bemühungen, Kinder aus dem Südsudan mit Unterstützung der Sudanesischen Volksbefreiungsarmee (SPLA) vor den Gräueltaten der Lord’s Resistance Army (LRA) zu schützen.

## Handlung
Die Eröffnungsszene des Films zeigt einen Angriff auf ein Dorf im Südsudan durch die LRA. Sam Childers ist Alkoholiker, Drogenkonsument und Biker aus Pennsylvania. Nach seiner Entlassung aus dem Gefängnis erfährt er von seiner Frau Lynn, dass sie ihren Job als Stripperin aufgegeben hat, weil sie zum Christentum konvertiert ist. Nachdem Childers in der Nacht zuvor fast einen Vagabunden getötet hat, gelingt es seiner Frau Lynn ihn zu überreden, mit ihr in die Kirche zu gehen, wo er schließlich getauft wird.
Er fasst den Entschluss, eine missionarische Reise nach Uganda zu starten, und bittet nach seiner Ankunft den SPLA-Soldaten Deng, ihm die Umgebung zu zeigen und ihn auf eine Reise in den Norden mitzunehmen. Der Soldat warnt ihn, dass Childers’ Ziel (der Südsudan) Kriegsgebiet sei, jedoch gelingt es Childers, ihn zu überzeugen ihn mitzunehmen. In der Nacht schließlich hören sie von draußen Geräusche, so dass Childers hinausgeht und sieht, dass es auf den Straßen von einer großen Zahl von sudanesischen Kindern wimmelt, die außerhalb von Gebäuden schlafen müssen.
Deng erklärt Sam Childers, dass es für die Kinder nachts sicherer ist, außerhalb des Dorfes zu schlafen, da die Dörfer häufig Angriffen der LRA ausgesetzt sind. Am darauffolgenden Tag begleiten Childers und der Soldat die Kinder zurück zu ihrem Dorf, stellen jedoch entsetzt fest, dass die LRA das gesamte Dorf niedergebrannt und die Eltern getötet hatte. Childers sieht, wie eins der Kinder seinem Hund hinterherrennt, jedoch beim Verlassen des Dorfes auf eine Landmine tritt. Daraufhin fasst Sam den Entschluss, ein Waisenhaus für die Kinder des Südsudans zu bauen. Jedoch wird dieses Waisenhaus in der Nacht von den Truppen der LRA angegriffen und vollständig niedergebrannt. Von den Ereignissen mitgenommen, teilt Sam seiner Frau mit, dass er aufgeben wolle, jedoch gelingt es seiner Frau, ihn zu überreden, das Waisenhaus erneut aufzubauen.
Eines Nachts wird Sam, der gemeinsam mit Deng und weiteren Soldaten der SPLA mit einem Jeep unterwegs ist, von Truppen der LRA angegriffen. Ihnen gelingt es, die Angreifer zu vertreiben bzw. zu töten. Unweit der Straße entdeckt Sam ein großes Erdloch, in dem sich ca. 40 Kinder verstecken. Da die Transportmöglichkeiten auf maximal 25 Kinder beschränkt sind, beschließt er, zunächst nur die Kinder mitzunehmen, die medizinische Hilfe benötigen. Als sie vom Waisenhaus wieder zurückkommen, um die restlichen Kinder abzuholen, sieht Sam voller Entsetzen, dass die Kinder, die er zurückgelassen hatte, von der LRA verbrannt wurden.
Von diesem Erlebnis gezeichnet kehrt er in die Vereinigten Staaten zurück. Hier entfremdet er sich jedoch zunehmend von seiner Familie und seiner Gemeinde, indem er ihnen Untätigkeit vorwirft. Auch stirbt sein Freund Donny an seinem erneuten Drogenkonsum. Childers entschließt sich, sein Bauunternehmen zu verkaufen, um mehr Geld für das Waisenhaus aufzubringen und dorthin zurückzukehren. Seine Frau ist von dem Entschluss überrascht und versucht vergeblich, ihn davon abzubringen.
In Südsudan angekommen stößt sein zunehmend von Hass geprägtes Verhalten auch auf Kritik von den Beschützern des Waisenhauses, insbesondere von Deng. In einem Gespräch mit einem ehemaligen Kindersoldaten wird Childers bewusst, wie viel Gutes er vollbracht hat, und er fasst neuen Mut.
Als Childers und die Männer der SPLA bei einem Angriff auf einen LRA-Konvoi eine große Gruppe Kinder befreien und wie zuvor nur einen Teil von ihnen im Geländewagen mitnehmen können, entschließt sich Childers, zusammen mit Deng bei der zurückbleibenden Gruppe auf die SPLA zu warten. Der Ausgang dieser Aktion bleibt offen und der Film endet mit eingeblendeten Texten über die Lage im Südsudan.
Im Abspann sind Schwarz-Weiß-Bilder und Videos des realen Sam Childers, seiner Frau und seiner Tochter sowie seines Waisenhauses im Südsudan zu sehen.

## Produktion
Die Dreharbeiten begannen im Juni 2010 in Michigan. Der Film hatte am 11. September 2011 eine Gala-Premiere auf dem Toronto International Film Festival und kam am 23. September 2011 in die US-amerikanischen Kinos. Im deutschsprachigen Raum wurde er direkt auf DVD und Blu-ray veröffentlicht.

## Auszeichnungen und Nominierungen
Bei den Golden Globe Awards 2012 erhielt der Filmsong von Chris Cornell eine Nominierung.